# Jashtuk
Jashtuk (en ruso: Хаштук, en adigué: Хьащтыку, Jashtyku) es un aúl del raión de Tajtamukái en la república de Adiguesia de Rusia. Está situado a orillas del río Kubán (que lo rodea por tres partes), 23 km al oeste de Tajtamukái y 117 km al noroeste de Maikop, la capital de la república. Tenía 279 habitantes en 2010, mayoritariamente shapsugs.
Pertenece al municipio Afipsipskoye.
Del otro lado del Kubán se encuentran la stanitsa Yelizavétinskaya y la ciudad de Krasnodar.

## Historia
La localidad fue fundada en 1864

## Personalidades
- Şahan-Giray Jakurate, (1883-1935) primer secretario del Comité Regional de Adiguesia